# Cupania olivacea
Cupania olivacea är en kinesträdsväxtart som beskrevs av Gleason & A. C. Sm.. Cupania olivacea ingår i släktet Cupania och familjen kinesträdsväxter. Inga underarter finns listade i Catalogue of Life.